# Richard Green (Golfspieler)

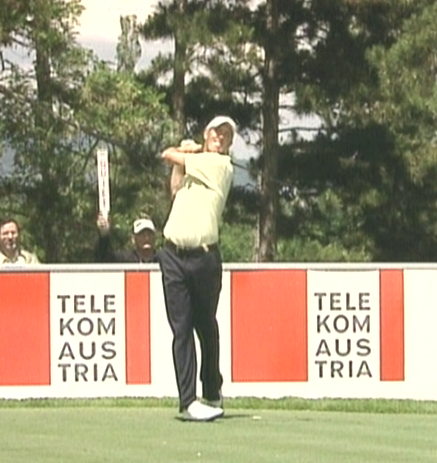
Richard Green bei den Austrian Open 2006

Richard Green (* 19. Februar 1971 in Williamstown, Victoria) ist ein linkshändiger australischer Profigolfer der European Tour und der PGA Tour of Australasia.

## Leben/Karriere
Green  wurde im Jahre 1992 Berufsgolfer und ist seit 1996 Mitglied der European Tour. Der erste Sieg auf der Tour gelang Green 1997 bei den hochdotierten Dubai Desert Classic auf spektakuläre Art. Er besiegte im Stechen die beiden Major Sieger Greg Norman und Ian Woosnam. Dies bedeutete auch den ersten Sieg eines Linkshänders auf der europäischen Tour seit 1975. Einen weiteren Sieg verpasste Green im August 2006 bei den Dutch Open nach Gleichstand, im Playoff am ersten Extraloch gegen den Engländer Simon Dyson. Schließlich gewann Green nach 10-jähriger Unterbrechung, und abermals im Playoff, gegen Jean-François Remésy die BA-CA Open 2007 im GC Fontana, Oberwaltersdorf.
Green ist ein sehr konstanter Spieler und erreichte im Jahre 2004 mit Platz 17 der European Tour Order of Merit sein bislang bestes Saisonergebnis. Im selben Jahr gewann er auch eines der bedeutendsten Turniere seines Heimatlandes, die Australian Masters und die Geldrangliste der PGA Tour of Australasia.
Bislang hat er mit unterschiedlichen Spielpartnern dreimal Australien im World Cup vertreten.
Er ist verheiratet mit seiner Frau Anita und die beiden haben eine Tochter. Green hat Wohnsitze in Melbourne und in England.

## Turniersiege
- 1994 New Caledonian Open
- 1996 New Caledonian Open
- 1997 Dubai Desert Classic (European Tour)
- 2004 MasterCard Masters (PGA Tour of Australasia)
- 2007 BA-CA Golf Open (European Tour)
- 2010 Portugal Masters (European Tour)

## Ergebnisse bei Major-Championships
| Tournament        | 1999 | 2000 | 2001 | 2002 | 2003 | 2004 | 2005 | 2006 | 2007 | 2008 | 2009 | 2010 | 2011 | 2012 | 2013 | 2014 |
| ----------------- | ---- | ---- | ---- | ---- | ---- | ---- | ---- | ---- | ---- | ---- | ---- | ---- | ---- | ---- | ---- | ---- |
| Masters           | DNP  | DNP  | DNP  | DNP  | DNP  | DNP  | DNP  | DNP  | DNP  | CUT  | DNP  | DNP  | DNP  | DNP  | DNP  | DNP  |
| US Open           | DNP  | DNP  | DNP  | DNP  | DNP  | DNP  | T52  | CUT  | DNP  | DNP  | DNP  | DNP  | DNP  | DNP  | DNP  | DNP  |
| Open Championship | CUT  | DNP  | T42  | T59  | DNP  | CUT  | T32  | CUT  | T4   | T32  | CUT  | DNP  | T16  | DNP  | DNP  | DNP  |
| PGA Championship  | DNP  | DNP  | DNP  | DNP  | DNP  | DNP  | CUT  | T37  | T40  | 71   | T60  | DNP  | CUT  | DNP  | DNP  | DNP  |

DNP = nicht teilgenommen

CUT = Cut nicht geschafft

„T“ geteilte Platzierung

Grüner Hintergrund für Siege

Gelber Hintergrund für Top 10

## Teilnahmen an Mannschaftswettbewerben
- World Cup: 1998, 2008, 2011